# 魔法少女奈葉Detonation
《魔法少女奈葉Detonation》（日语：／ Mahō Shōjo Ririkaru Nanoha Detone-shon ）是「魔法少女奈葉系列」第4部動畫電影作品，日本於2018年10月19日上映。

## 簡介
《魔法少女奈葉Detonation》故事緊接在《魔法少女奈葉Reflection》之後，以壞滅的星球（埃爾特利亞）為故事起點，描述居住在該星球上面的科學家女兒琦莉耶，為了拯救病危的父親以及星球再生的契機，逐奔向遙遠的異世界——地球，去尋求「永遠結晶」的存在，雖然姊姊阿米蒂埃曾試圖阻止她，但琦莉耶仍與好友伊莉絲堅持前往，進而與奈葉等人相遇，這份相遇、將關連到兩個世界以及星球的命運之戰緊緊聯繫再一起……？
究竟與琦莉耶有著怎樣的因緣？埃爾特里亞星球與地球未來的命運又將如何？

## 工作人員
原作、腳本：都築真紀
監督：濱名孝行
人物設定：橋立佳奈
總作畫監督：橋立佳奈、新垣一成、坂田理、森本由布希
防護服、魔導器設計原案：黑銀
魔導器設定：村松尚雄
道具設定：岡戶智凱
效果設定：木曾勇太
美術設定：平澤晃弘
色彩設計：赤間三佐子
色彩設計補佐：上妻佳祐
特殊效果：福田直征
美術監督：Scott MacDonald
美術背景：STUDIO TULIP
攝影監督：田中唯
3DCG製片人：田中臥龍（FelixFilm）
3D模型導演：島野達也（FelixFilm）
3DBG導演：山口直人
3DCG：FelixFilm
編集：關一彥
音響監督：龜山俊樹
音樂：中條美沙
動畫製作：Seven Arcs Pictures
配給：松竹
企畫、製作：NANOHA Detonation PROJECT
角色
高町奈葉（Nanoha Takamachi）　CV：田村由香里
菲特·T·哈洛溫（Fate T. Harlaown）　CV：水樹奈奈
八神疾風（八神哈雅貼，Hayate Yagami）　CV：植田佳奈
阿米蒂埃·弗洛利安（Amitie Florian）　CV：戶松遙
琦莉耶·弗洛利安（Kyrie Florian）　CV：佐藤聰美
伊莉絲（Iris）　CV：日笠陽子
席格娜（希葛藍姆／希格娜，Signum）　CV：清水香里
薇塔（威達／維塔，Vita）　CV：真田麻美
夏瑪爾（莎瑪兒／莎瑪露，Shamal）　CV：柚木涼香
札斐拉（扎飛拉，Zafira）　CV：一條和矢
琳芙斯II（Reinforce Zwei）　CV：尤加奈
迪亞琪（Dearche）　CV：植田佳奈
修緹露（Stern）　CV：田村由香里
萊維（Levi）　CV：水樹奈奈
尤莉（Yuri）　CV：阿澄佳奈
艾蕾諾亞·弗洛利安（Eleanor Florian）　CV：伊藤加奈惠
所長（Chief）　CV：山寺宏一
安迪·彭頓（Andy Penton）　CV：宮下榮治
傑西卡·韋伯利（Jessica Weberly）　CV：大福弓子

## 歌曲

### 主題歌
- 《NEVER SURRENDER》
  - 作詞：水樹奈奈
  - 作曲：加藤裕介
  - 編曲：加藤裕介
  - 歌：水樹奈奈（國王唱片）

- 《小さな魔法～Lyrical Flower～》
  - 作詞：都築真紀
  - 作曲：中條美沙
  - 編曲：中條美沙
  - 歌：高町奈葉（CV：田村由香里）

### 插入歌
- 《GET BACK》
  - 作詞：矢吹俊郎
  - 作曲：HAMA-kgn
  - 編曲：EFFY
  - 歌：水樹奈奈（國王唱片）

- 《Daylight on Brave》
  - 作詞：都築真紀
  - 作曲：中條美沙
  - 編曲：中條美沙
  - 歌：琦莉耶·弗洛利安（CV：佐藤聰美）

- 《暁の祈り》
  - 作詞：都築真紀
  - 作曲：中條美沙
  - 編曲：中條美沙
  - 歌：迪亞琪（CV：植田佳奈）

- 《守りたい世界》
  - 作詞：都築真紀
  - 作曲：中條美沙
  - 編曲：中條美沙
  - 歌：高町奈叶（CV：田村由香里）

## 外部連結
- （日語）魔法少女奈葉Detonation （页面存档备份，存于）
- 互联网电影数据库（IMDb）上《魔法少女奈葉Detonation》的资料（英文）